# Castelsarrasin
Castelsarrasin é uma comuna francesa no departamento de Tarn-et-Garonne, que é a sub-prefeitura e capital do distrito de Castelsarrasin, Occitânia. É o segundo município mais populoso em Tarn-et-Garonne após Montauban. A área urbana de Castelsarrasin tinha 26 582 habitantes em 2012, tornando-se o oitavo em área urbana da região de Midi-Pyrénées. A população municipal ascendia a 13.295 habitantes no último censo de 2012, Castelsarrasin é o segundo maior município em termos de população em Tarn-et-Garonne, depois de Montauban.

## História
O início da história da cidade é marcada por guerras contra a Inglaterra até o final do século XII, e, em seguida, pela Cruzada albigense na primeira metade do século XIII. Naquela época, a cidade é administrada por cônsules e recebeu sua primeira aduaneira (textos jurídicos que regem a cidade) em 1230.
No século XIV, a loucura religiosa ainda causava estragos, e em 1320, durante a Segunda Cruzada de Pastores milhares de judeus foram mortos na região, incluindo 160 apenas por Castelsarrasin.
No século XIV e no século XV, as inundações, a peste, e especialmente a Guerra dos Cem Anos assolaram o país, tendo apenas algumas décadas de calma no início do século XVI.
A partir de 1560, durante as guerras religiosas, Castelsarrasin lutou como católico com o resto da região, em vez de protestante. A igreja de Saint-Sauveur é também uma das poucas que escaparam da destruição na área.
No final do século XVII, Antoine Laumet nasceu em Saint-Nicolas-de-la-Grave, perto Castelsarrasin. Enviado pelo rei da França para as Américas, ele fundou a cidade de Detroit, e foi nomeado governador da Louisiana em 1710. Em reconhecimento, Detroit deu o seu nome à famosa marca de automóveis e os Rencontres Cadillac são celebradas a cada dois anos em Castelsarrasin.
Retornando à França, ele se tornou governador de Castelsarrasin em 11 de fevereiro de 1723 e morreu há poucos anos mais tarde, em outubro 1730.
Os séculos seguintes, até a Revolução de 1789, foram mais tranqüilos. Em Castelsarrasin, como em toda a França, o final do século XVIII foi mais instável, com a implantação da República, em seguida, o primeiro Império.
A partir de 1790-1795 Castelsarrasin era a capital do distrito de Castelsarrasin, anteriormente estabelecida em Haute Garonne.
A partir de 1850, a cidade com 7.000 habitantes começa a crescer e expandir, especialmente com a chegada da estrada de ferro e da "fábrica".
Na Primavera de 1944, parte do 4º regimento SS "Der Führer" da Divisão "Das Reich" estavam instalados antes de serem chamado na Normandia e praticar numerosas atrocidades e massacres no caminho, incluindo a de Oradour-sur -Glane.
No século XX, apesar do terrível derramamento de sangue das duas guerras, a cidade continua a expandir-se para o dia de hoje, onde se estabeleceu como o segundo lugar em desenvolvimento econômico de Tarn-et-Garonne.
Em maio de 1968, a sub-prefeitura de Tarn-et-Garonne, Montauban, é a segunda cidade onde a greve está se expandindo. "Ao contrário do que se poderia pensar, a Cegedur-Pechiney, com seus mil metalúrgicos não será a ponta de lança das manifestações de Castelsarrasin de Maio de 68, e é ainda menos CGT, o sindicato mais poderoso na fábrica, que tem sido o instigador. "Esses são os estudantes, apoiados por seus supervisores, muitos deles inseridos ao PSU, que lançou o movimento Neste local, que na época era essencialmente agrícola, os agricultores não vão ficar para trás. O líder sindical comunista, Paul Ardouin que fez suas aulas com Jean Renaud conseguiu mobilizar centenas de pequenos agricultores.

## Ligação externa
- Site oficial (em francês)